# Milo Ö
Östra militärområdet (w skrócie: Milo Ö) - jeden ze szwedzkich okręgów wojskowych. Istniał w latach 1942–1991, obejmował wschodnią część kraju.
Jego siedzibą było miasto Strängnäs.